# 贾尔恒·阿哈提
贾尔恒・阿哈提（1962年11月—），新疆阿勒泰人，塔塔尔族，中国共产党党员。中华人民共和国政治人物、第十三届全国人民代表大会新疆地区代表。

## 生平
2018年2月24日，当选为第十三届全国人大代表。